# ENBau
 (septembre 2013).
Le contenu est difficilement compréhensible vu les erreurs de traduction, qui sont peut-être dues à l'utilisation d'un logiciel de traduction automatique.

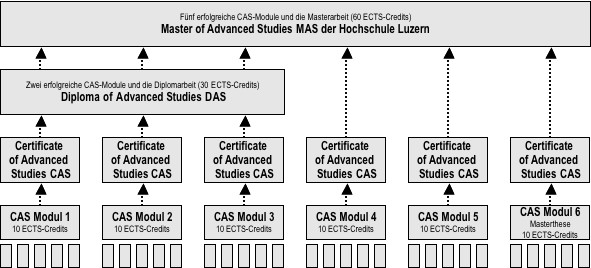
Concept Master of Advanced Studies MAS ENBau

ENBau est l'une des hautes écoles suisses de coopération pour la formation continue dans la construction durable dans le but de l'efficacité des ressources, des bâtiments dans les domaines de l'énergie, l'eau et de matériel ainsi que le processus d'augmenter. Dans le même temps, il est objectif de cette initiative sur la durabilité conçues les compétences lors de la planification, la construction et l'exploitation de biens immobiliers à promouvoir et à renforcer et le «bâtiment comme un système« à exercer. "ENBau" est l'abréviation de l'énergie et de la durabilité dans la construction et de la Confédération suisse et les cantons.

## Organisation
2007 a été l'initiative de l'université de Lucerne (HSLU), de la Haute école spécialisée bernoise, la Haute école spécialisée de Suisse du Nord-Ouest (FHNW), de la Haute école zurichoise de sciences appliquées (ZHAW) et la Haute école de technique et de gestion de Coire (HTW Chur) de l'environnement. Participe en outre l'énergie, la Conférence des directeurs cantonaux de la Suisse et l'Office fédéral de l'énergie à Berne. L'initiative est contrôlé sur une coopération sous la direction du professeur Peter Schürch. Le secrétariat ENBau pour la construction durable est à Lucerne, de l'université, est responsable de Christoph Wagener.

## Programme
L'objectif de la coopération est une vaste campagne de formation de niveau universitaire dans la construction durable, efficacité énergétique, des énergies renouvelables et de la réduction des émissions de CO2 sur la base de la stratégie de la société à 2000 watts, de la Suisse engagement du protocole de Kyoto, ainsi que la vision du Green Building.
L'offre de formation est composé de différents modules, les diplômes sont pour les différents modules de la conclusion d'un CAS (Certificate of advanced studies) et sur tout un "Master of Advanced Studies (MAS) dans la construction durable». Les différents modules sont:
- Bases de la construction durable (Écoconstruction)
- Les énergies renouvelables
- Maison solaire passive
- Physique du bâtiment, construction en bâtiment pour la construction durable
- Services généraux
- Intégrale du bâtiment
- Gestion d'entreprise, des projets et des processus
- Minergie / Minergie-P des concepts de bâtiment
- L'efficacité énergétique dans la construction
- Multidisciplinaires de planification (étude de projet)